# Шюсаку Ендо
Шюсаку Ендо (на японски: 遠藤 周作) е японски писател, автор на бестселъри в жанровете исторически роман и съвременен роман.

## Биография и творчество
Шюсаку Ендо е роден на 27 март 1923 г. в Токио, Япония, в семейството на банков чиновник и цигуларка. През 1926 г. семейството се мести в Далян в окупираната от Япония Манджурия. През 1933 г. родителите му се развеждат, при което той отива с майка си в Кобе. Майка му е католичка и той на 12 години приема католицизма. Религиозната му принадлежност води до постоянен тормоз от съучениците му поради засилването на националистическите тенденции в страната.
След гимназията постъпва във филологическия факултет на Университета „Кейо“. Заради несъгласието на баща му с преследване на литературна кариера той е лишен от средства и се самоиздържа. По време на Втората световна война е мобилизиран във военния завод в Кавасаки, продължавайки да чете много и да се самообразова. Не е мобилизиран в бойните действия поради заболяване от плеврит.
След войната продължава да учи в Университета „Кейо“. Там установява дълголетна дружба с писателя Сьотаро Ясуока, който е представител на новото японско литературно течение „третото поколение“. Връща се в родния си дом след разрешаване на конфликта с баща си. През 1947 г. прави първите си публикации в университетското списание „Литературни митове“.
След завършване на университета през 1949 г. работи в издателство „Библиотека Камакури“ по издаването на енциклопедия на чуждестранната литература. През 1950 г. заминава за Франция да продължи образованието си като един от първите японски студенти в Европа. За кратко пребивава в Марсилия и Руан, и учи две години и половина в Лион. През 1953 г. заради силно влошено здравословно състояние се връща в Япония.
През 1954 г. започва да преподава в Токийския иститут за култура. Същата година е издаден и дебютният му роман „До Аден“. През 1955 г. е публикуван романът му „Белият човек“, който е удостоен с литературната награда „Рюноске Акутагава“.
През 1958 г. е публикуван романът му „Море и отрова“, който става едно от най-известните му произведения издадени в много страни по света.
Следва издаването на двата големи романа „Уважаеми господин глупак“ и „Вулкан“ от 1959 г. той заминава за изследвания на живота и творчеството на Маркиз дьо Сад и прави серийни публикации в списание „Арт-група“. Посещава и Англия, Испания, Гърция и Йерусалим.
През 1960 г. след завръщането си в Япони отново заболява тежко и се лекува в продължение на 2 години, след което продължава упорито да твори.
Романът му „Мълчание“ е издаден през 1966 г. и е удостоен с наградата „Дзюнитиро Танидзаки“. Получава и различни други награди.
През 1967 г. става лектор в Университета Сейо и е избран за председател на Съюза на японските писатели. През 1979 г. е удостоен с литературната награда „Йомиури“. През 1985 г. получава почетната степен „доктор хонорис кауза“ от Университета „Санта Клара“ в Калифорния, а през 1987 г. и от Джорджтаунския университет.
През 90-те години състоянието му влошава много и трудно се лекува. Шюсаку Ендо се разболява от пневмония и умира от белодробна недостатъчност на 29 септември 1996 г. в Токио.

## Произведения
- До Аден, アデンまで (1954)
- Белият човек, 白い人 (1955)
- Жълтият човек, 黄色い人 (1955)
- 海と毒薬 (1958)
Море и отрова, изд.:„Отечествен фронт“, София (1980), прев. Дора Барова
- Уважаеми господин глупак, おバカさん (1959)
- Вулкан, 火山 (1960)
- Библейски жени, 聖書のなかの女性たち (1960)
- Съпружески живот, 結婚 (1962)
- Жената, която изоставих, わたしが・棄てた・女 (1963)
- Обучение зад граница, 留学 (1965)
- Злато и сребро, 金と銀 (1966)
- Концерт, 協奏曲 (1966)
- 沈黙 (1966)
Мълчание, изд. ИК „Колибри“, София (2017), прев. Маргарита Укегава
- Сбогом, летен свят!, さらば、夏の光よ (1966)
- Майка, 母なるもの (1971)
- На брега на Мъртво море, 死海のほとり (1973)
- Живота на Исус, イエスの生涯 (1973)
- Пясъчният замък, 砂の城 (1976)
- Печална песен, 悲しみの歌 (1977)
- Рождество, キリストの誕生 (1978)
- Самурай, 侍 (1980)
- Дневникът на писателя, 作家の日記 (1980)
- Училището на живота, 生きる学校 (1984)
- Скандал, スキャンダル (1986)
- Дълбоката река, 深い河 (1993)

### Екранизации
- 1968 Nihon no seishun – по романа
- 1969 Watashi ga suteta onna – по романа „Жената, която изоставих“, участва и като актьор
- 1971 Chinmoku – адаптация по романа „Мълчание“
- 1976 Saraba natsuno hikariyo – по романа
- 1981 Mayonaka no shôtaijô – по романа
- 1986 Umi to dokuyaku – по романа „Море и отрова“, продуцент
- 1988 Yojo no jidai – по романа
- 1995 Fukai kawa – по романа „Дълбоката река“
- 1997 Aisuru – по романа „Жената, която изоставих“
- 2016 Мълчание – по романа „Мълчание“